# Rvo (Azerbaigian)
Rvo è un comune dell'Azerbaigian situato nel distretto di Lənkəran.